# Ryther cum Ossendyke
Ryther cum Ossendyke – civil parish w Anglii, w hrabstwie North Yorkshire, w dystrykcie (unitary authority) North Yorkshire. Leży 14 km na południowy zachód od miasta York i 269 km na północ od Londynu. W 2011 roku civil parish liczyła 241 mieszkańców. W granicach civil parish leżą także Ryther.